# Torrent de Bellveí
El torrent de Bellveí és un torrent que discorre a cavall dels termes municipals de Calders i de Monistrol de Calders, de la comarca del Moianès.
Es forma a la fondalada del nord-est de la masia del Bosc i al sud-oest del Serrat del Llogari, des d'on davalla cap al nord-oest recorrent tots els Fondos de Mas Pujol, al nord de la Baga del Bosc i al sud de la Solella de Mas Pujol, rep per l'esquerra el torrent de la Baga de la Corriola, passa a llevant de la Baga de la Corriola i del Serrat de Montbrú. Ja al final del seu recorregut, deixa la Casa Gran de Bellveí i la Quintana de Bellveí a llevant, i a ran de Bellveí, on s'aboca en el Calders, a l'est de la Plana del Campaner.